# Schöfweg
Schöfweg település Németországban, azon belül Bajorországban. Lakosainak száma 1320 fő (2023. december 31.). Schöfweg Zenting, Innernzell, Kirchberg im Wald, Lalling, Hunding, Grattersdorf és Schöllnach községekkel határos.

## Népesség
A település népessége az elmúlt években az alábbi módon változott:
| Lakosok száma | 634  | 1313 | 1156 | 1174 | 1289 | 1280 | 1290 | 1285 | 1346 | 1320 |
|               | 1875 | 1950 | 1975 | 1987 | 2012 | 2014 | 2016 | 2017 | 2021 | 2023 |